# Padmini Kolhapure
Padmini Kolhapure (Mumbai, 1º novembre 1965) è un'attrice indiana.
Ha iniziato a recitare all'età di sette anni, nel 1972 e, sempre da giovanissima, ha vinto già diversi premi come il Filmfare Award: "miglior attrice non protagonista" all'età di quindici anni e "miglior attrice" all'età di diciassette.

## Filmografia parziale
- Ishk Ishk Ishk, regia di Dev Anand (1974)
- Zindagi, regia di Ravi Tandon (1976)
- Dream Girl, regia di Pramod Chakravorty (1977)
- Satyam Shivam Sundaram, regia di Raj Kapoor (1978)
- Thodisi Bewafaii, regia di Esmayeel Shroff (1980)
- Gehrayee, regia di Vikas Desai e Aruna Raje (1980)
- Insaf Ka Tarazu, regia di B. R. Chopra (1980)
- Zamaane Ko Dikhana Hai, regia di Nasir Hussain (1981)
- Prem Rog, regia di Raj Kapoor (1982)
- Vidhaata, regia di Subhash Ghai (1982)
- Swami Dada, regia di Dev Anand (1982)
- Lovers, regia di Bharathiraja (1983)
- Souten, regia di Saawan Kumar Tak (1983)
- Woh Saat Din, regia di Bapu (1983)
- Naya Kadam, regia di Kovelamudi Raghavendra Rao (1984)
- Ek Nai Paheli, regia di K. Balachander (1984)
- Pyari Behna, regia di Bapu (1985)
- Insaaf Main Karoongaa, regia di Shibu Mitra (1985)
- Do Dilon Ki Dastaan, regia di A. C. Tirulokchandar (1985)
- Muddat, regia di K. Bapaiah (1986)
- Suhagan, regia di K. Raghavendra Rao (1986)
- Sadak Chhap, regia di Anil Ganguly (1987)
- Dana Paani, regia di Deven Verma (1989)
- Daata, regia di Sultan Ahmed (1989)
- Qurbani Rang Layegi, regia di Raj N. Sippy (1991)
- Manthan: Ek Amrut Pyala, regia di Mrunalinni Patil (2006)
- Souten: The Other Woman, regia di Karan Razdan (2006)
- Bolo Raam, regia di Rakesh Chaturvedi (2009)
- Karmayogi, regia di V. K. Prakash (2012)
- Phata Poster Nikhla Hero, regia di Rajkumar Santoshi (2013)
- Ekk Nayi Pehchaan (2014) - TV
- Panipat, regia di Ashutosh Gowariker (2019)

## Premi e riconoscimenti
- Filmfare Awards
  - 1981: "Best Supporting Actress" (Insaaf Ka Tarazu)
  - 1982: "Special Performance Award" (Ahista Ahista)
  - 1983: "Best Actress" (Prem Rog)